# Paul Hodkinson
Paul Hodkinson est un boxeur anglais né le 14 septembre 1965 à Liverpool.

## Biographie
Passé professionnel en 1986, il devient champion d'Angleterre des poids plumes en 1988 puis champion d'Europe EBU l'année suivante et champion du monde WBC de la catégorie le 13 novembre 1991 après sa victoire aux points contre Marcos Villasana. Hodkinson conserve sa ceinture à 3 reprises avant d'être à son tour battu par Gregorio Vargas le 28 avril 1993. Il met un terme à sa carrière en 1994 sur un bilan de 22 victoires, 3 défaites et 1 match nul.